# Paul Quirin
Paul Quirin (* 8. April 1934) ist ein deutscher Verbandsfunktionär und Politiker der SPD.

## Beruf
Quirin war von 1964 bis 1973 Amtsbürgermeister von Heusweiler. Seine Absetzung durch den saarländischen Innenminister Ludwig Schnur war der Gebiets- und Verwaltungsreform im Saarland geschuldet. 1975/1976 wurde er Verwaltungsleiter der Kreiskrankenhäuser Halberg und Völklingen. Von 1989 bis 1998 war er Geschäftsführer und von 2006 bis 2011 Vorsitzender des Aufsichtsrats der Saarland-Heilstätten GmbH.
Darüber hinaus war Quirin von 1986 bis 2012 erster Vorsitzender des saarländischen Landesverbandes der Arbeiterwohlfahrt. Unter seiner langjährigen Führung entwickelte sich die AWO Saar zu einem der größten Wohlfahrtsverbände in Südwestdeutschland. Die Anzahl der Beschäftigten wuchs von zirka 1400 Mitarbeitern 1986 auf über 5000 im Jahr 2012. Im gleichen Zeitraum hatte sich die Bilanzsumme des Landesverbandes nahezu verfünffacht.

## Politik
Quirin trat 1964 der SPD bei. Von 1970 bis 1975 gehörte Quirin als Mitglied der SPD-Fraktion für eine Wahlperiode dem Landtag des Saarlandes an. Bei der Wiederwahl von Horst Köhler zum Bundespräsidenten am 23. Mai 2009 war Quirin als Landesdelegierter Mitglied der 13. Bundesversammlung.

## Ehrungen
Für sein großes Engagement im sozial-karitativen und sozial-wirtschaftlichen Bereich erhielt Quirin 2006 das Bundesverdienstkreuz am Bande.
Im Rahmen der AWO-Landeskonferenz im September 2012 wurde Quirin zum Ehrenvorsitzenden der Arbeiterwohlfahrt Saar ernannt und mit der höchsten Auszeichnung des AWO-Bundesverbandes, der Marie-Juchacz-Plakette, geehrt. 2014 wurde er von der saarländischen SPD mit der Max-Braun-Medaille ausgezeichnet.